# Rubus coriicolor
Rubus coriicolor är en rosväxtart som beskrevs av Simone Balle. Rubus coriicolor ingår i släktet rubusar, och familjen rosväxter. Inga underarter finns listade i Catalogue of Life.